# Sandbox (segurança computacional)
Em segurança computacional, o sandbox é um mecanismo/ferramenta de segurança que separa programas em execução, em um esforço para mitigar falhas do sistema e/ou vulnerabilidades de software de se espalhar. É freqüentemente usado para executar programas ou códigos não testados ou não confiáveis, possivelmente de terceiros não verificados ou não confiáveis, fornecedores, usuários ou sites, sem risco de danos à máquina host ou ao sistema operacional. Uma sandbox normalmente fornece um conjunto rigidamente controlado de recursos para a execução de programas convidados, como armazenamento e espaço temporário de memória. O acesso à rede, a capacidade de inspecionar o sistema host ou ler a partir de dispositivos de entrada são geralmente proibidos ou fortemente restritos.
No sentido de fornecer um ambiente altamente controlado, as sandboxes podem ser vistas como um exemplo específico de virtualização. A sandbox é freqüentemente usada para testar programas não verificados que podem conter um vírus ou outro código malicioso, sem permitir que o software danifique o dispositivo hospedeiro.